# Pháo tự hành M108
Lựu pháo M108 là một hệ thống pháo tự hành 105mm được sản xuất bởi Hoa Kỳ.
M108 được sử dụng duy nhất trong Chiến tranh Việt Nam. Sau chiến tranh, chúng được Hoa Kỳ thay thế bởi Lựu pháo M109 với cỡ nòng 155mm hiệu quả hơn trong chiến tranh hiện đại. M108 cũng được quân đội các nước NATO sử dụng.

## Nhà khai thác
Hiện tại, M108 đều đã bị loại biên
- Úc: Được Quân đội Úc sử dụng trong Chiến tranh Việt Nam
- Bỉ: 90 cho đến những năm 1980.
- Brasil: 72 M108AP.
- Campuchia: Được sử dụng bởi Lực lượng Vũ trang Quốc gia Khmer[4]
- Chile: 4 M108.
- Tây Ban Nha: 48, đã loại biên
- Đài Loan: 100
- Thổ Nhĩ Kỳ: 26 M108T, đã loại biên[5]
- Hoa Kỳ: đã loại biên.
- Tunisia: 48.

## Thư viện ảnh

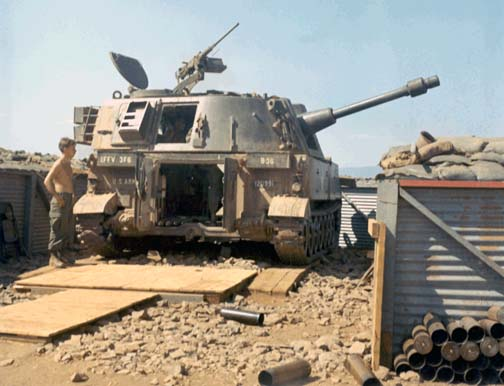
Lựu pháo tự hành M108 ở Việt Nam.
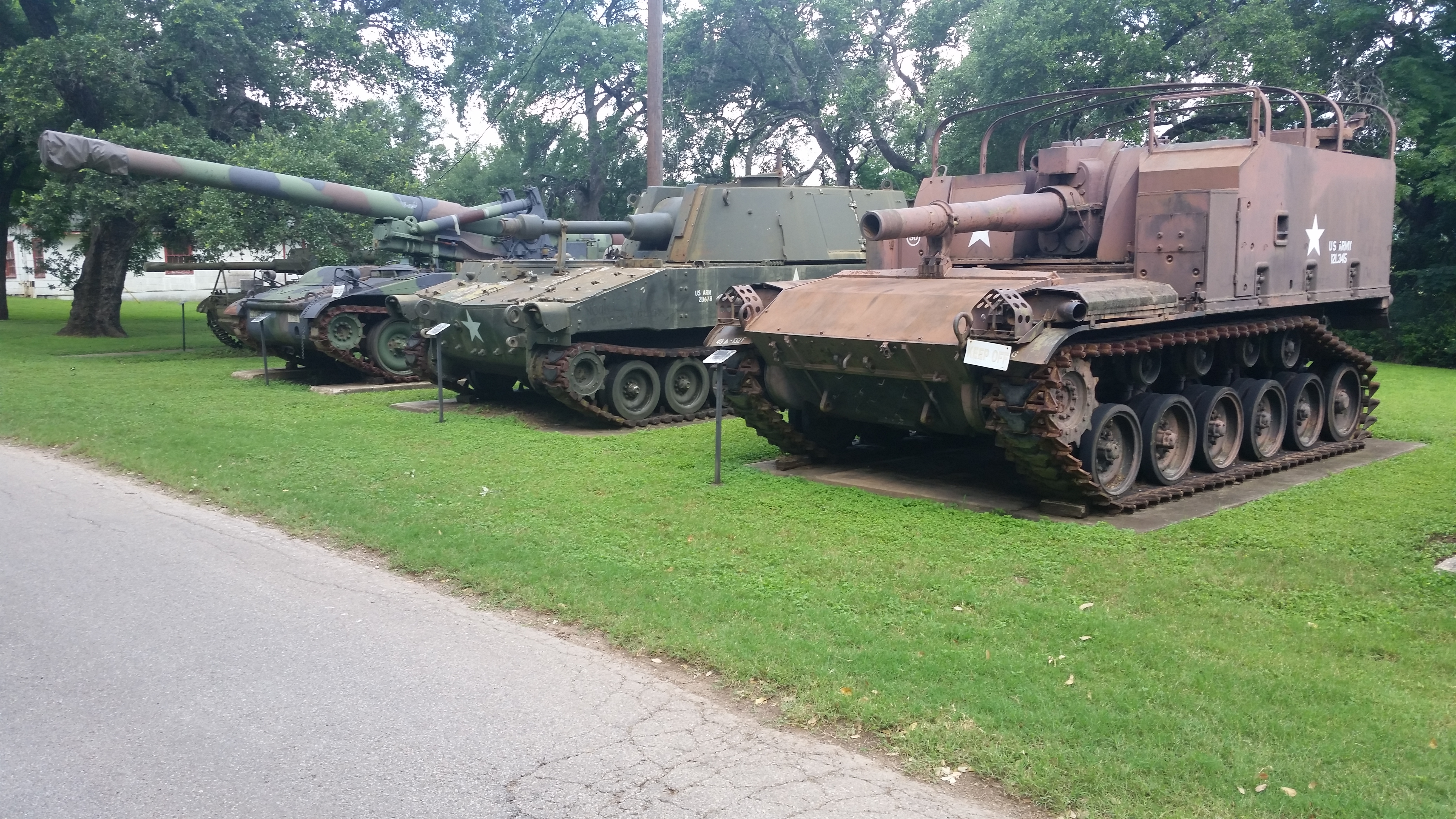
M108 (giữa) tại Bảo tàng Lực lượng Quân sự Texas